# Cameriere pontificio
Il cameriere pontificio era, nella Chiesa cattolica, un membro della "Famiglia pontificia" incaricato del servizio personale diretto del papa. Vi furono anche dei cosiddetti "camerieri" (ted.: Erbkämmerer) nelle corti dei principi-vescovi del Sacro Romano Impero. La carica è stata abolita nel 1968 da Paolo VI.

## Medioevo
Nel medioevo il termine designa quelli che oggi sono noti come camerlenghi. Il seguito esso designava i cosiddetti cubiculari, cioè i responsabili della camera da letto (cubiculum) del papa. Questa funzione costituiva un vero e proprio ufficio nel Palazzo del Laterano, sul modello bizantino. Presto semplici domestici del papa acquisirono via via maggior importanza nel corso dei secoli.
Rimase una caratteristica: i camerieri sono addetti alla persona del papa. Essi assumono la loro funzione dopo l'elezione del nuovo pontefice e la lasciano alla sua morte. Possono esservi eccezioni: così Gasbert de Valle, nominato cameriere il 18 settembre 1319 da papa Giovanni XXII, conservò la sua funzione finché morì (1º gennaio 1347), servendo come cameriere papa Benedetto XII e papa Clemente VI.

## Epoca moderna
Nell'epoca moderna i camerieri pontifici furono divisi in più categorie. Vengono subito distinte le funzioni di cameriere segreto e quella di cameriere d'onore: i camerieri segreti con l'incarico dell'anticamera detta segreta del papa, per attendere le persone ricevute in udienza privata; i camerieri d'onore incaricati dell'anticamera d'onore, che conduce alla sala del trono, ove il papa riceve in udienza pubblica. I Camerieri Segreti e d'Onore erano tutti Prelati di mantellone, si fregiavano dell'appellativo di Monsignore ed il loro titolo cessava con la morte del pontefice che li avesse nominati.

### Camerieri segreti partecipanti
I camerieri segreti partecipanti dovevano essere almeno quattro, erano tutti appartenenti al clero ed avevano preminenza su tutti gli altri camerieri. 
Il loro abito era l'abito proprio dei Prelati di mantellone, dunque composto da talare, fascia, mantellone e fodere paonazzi; nelle sacre funzioni indossavano la cotta salvo diversa disposizione. Nel solenne corteo e nelle sacre funzioni, ove prestassero servizio, indossavano la cappa rossa con mostra di seta, in estate, e d'ermellino in inverno.
Il primo cameriere segreto partecipante effettuava il servizio di coppiere al papa, servendogli da bere durante i pranzi di gala. 
Il secondo cameriere segreto partecipante fungeva da segretario d'ambasciata, cui spettava, allorquando vi fossero stati sovrani o personaggi di famiglia sovrana in Roma, di portar loro col frullone ed i parafrenieri palatini, le candele, le palme e gli Agnus Dei benedetti (medaglie contenenti cera benedetta), portavano altresì le complimentazioni papali non solo ai sovrani, ma anche ai cardinali ed agli ambasciatori in partenza. 
Il terzo cameriere segreto partecipante era chiamato guardaroba, custodiva le vesti e gli oggetti del Pontefice e tra i suoi incarichi era quello di calzare la berretta cardinalizia ai cardinali di nuova nomina.
Il quarto cameriere segreto partecipante non aveva incarico specifico, ma solitamente svolgeva il ruolo di elemosiniere o sagrista. La funzione di sagrista era tradizionalmente conferita ad un monaco agostiniano che veniva insignito anche del rango episcopale, pertanto non indossava il consueto abito detto di mantellone, ma l'abito episcopale, che invece di essere paonazzo era nero, in quanto ai religiosi era permesso di indossare l'abito prelatizio del colore del proprio abito religioso. 
Nel solenne corteo papale sostenevano i flabelli, le torce e il baldacchino papale.

Sotto papa Sisto V erano in numero di otto, per diventare venti sotto papa Clemente X e poi ridiscendere a undici sotto papa Pio VII e stabilizzarsi poi a cinque.

### Camerieri segreti soprannumerari
I Camerieri Segreti Soprannumerari prestavano servizio nell’anticamera dell’appartamento pontificio ed assistevano alle cappelle pontificie e alle liturgie papali, sedendo nei banchi incontro al trono del Papa e, nei pontificali, ai gradini del trono stesso. A turni settimanali, nelle udienze papali, presenziavano alla prima anticamera papale assieme al maestro di camera.
Nel solenne corteo papale potevano sostenere i flabelli, le torce e il baldacchino papale, in luogo dei camerieri segreti partecipanti.
Pur essendo una funzione non remunerata, si trattava di un'onorificenza molto ambita poiché permetteva di entrare nella Corte Pontificia con funzioni analoghe a quelle di un ciambellano.
Il loro abito era composto da talare, fascia, mantellone e fodere paonazzi; nelle sacre funzioni indossavano la cotta salvo diversa disposizione. Nel solenne corteo e nelle sacre funzioni, ove prestassero servizio, indossavano la cappa rossa con mostra di seta, in estate, e d'ermellino in inverno.
Erano nove sotto papa Alessandro III e divennero sessanta sotto papa Gregorio XV.

### Camerieri d'onore in abito paonazzo
I camerieri d'onore in abito paonazzo erano incaricati dell'anticamera del trono di Sua Santità. La loro dignità era immediatamente inferiore a quella dei Camerieri Segreti Soprannumerari, ma come questi ultimi assistevano alle cappelle pontificie col titolo di monsignore e alle liturgie papali, sedendo nei banchi incontro al trono del Papa e, nei pontificali, ai gradini del trono stesso. Nel solenne corteo papale potevano sostenere i flabelli, le torce e il baldacchino papale, in luogo dei camerieri segreti. L’abito era composto da talare, fascia, mantellone e fodere paonazzi; nelle sacre funzioni indossavano la cotta salvo diversa disposizione. Nel solenne corteo e nelle sacre funzioni, laddove prestassero servizio, indossavano la cappa rossa con mostra di seta.

### Camerieri d'onoreextra urbem
I camerieri d'onore extra urbem godevano il titolo di monsignore soltanto fuori Roma, appunto extra urbem. Il loro abito era il medesimo dei camerieri segreti, ma anch'esso soltanto fuori Roma. Laddove il papa si fosse recato nei luoghi di residenza di detti camerieri, essi avrebbero indossato l'abito di mantellone e, nelle sacre funzioni, la cappa rossa con mostra di seta di egual colore, in estate, e di ermellino in inverno; dando però sempre precedenza ai camerieri segreti. Come per tutte le cariche proprie dei Prelati di mantellone, anche questa decadeva alla morte del pontefice che li avesse nominati.

### Camerieri laici

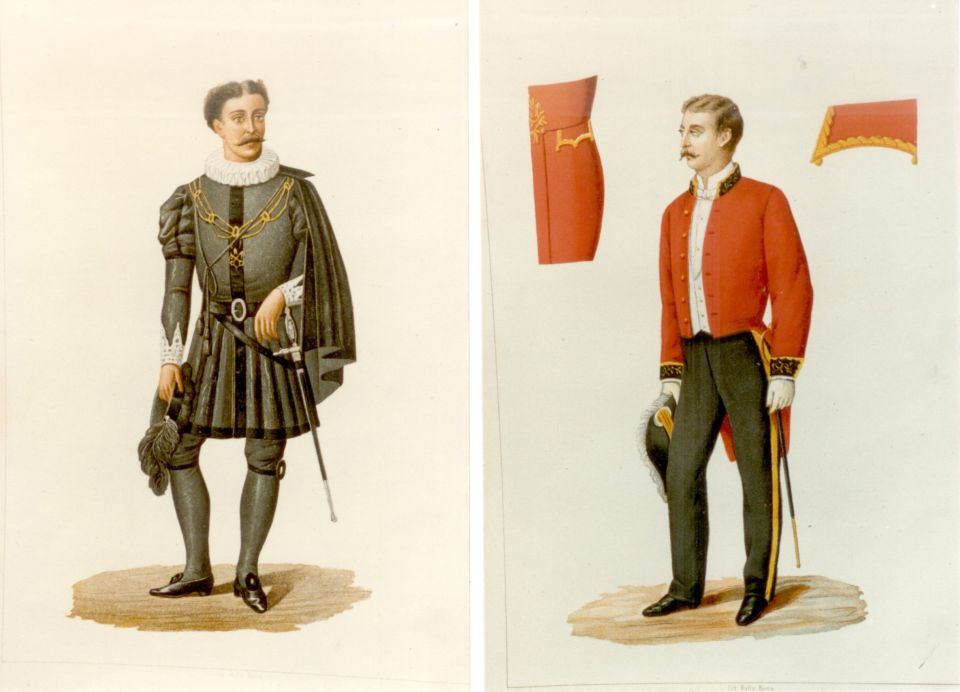
Uniformi dei camerieri pontifici laici

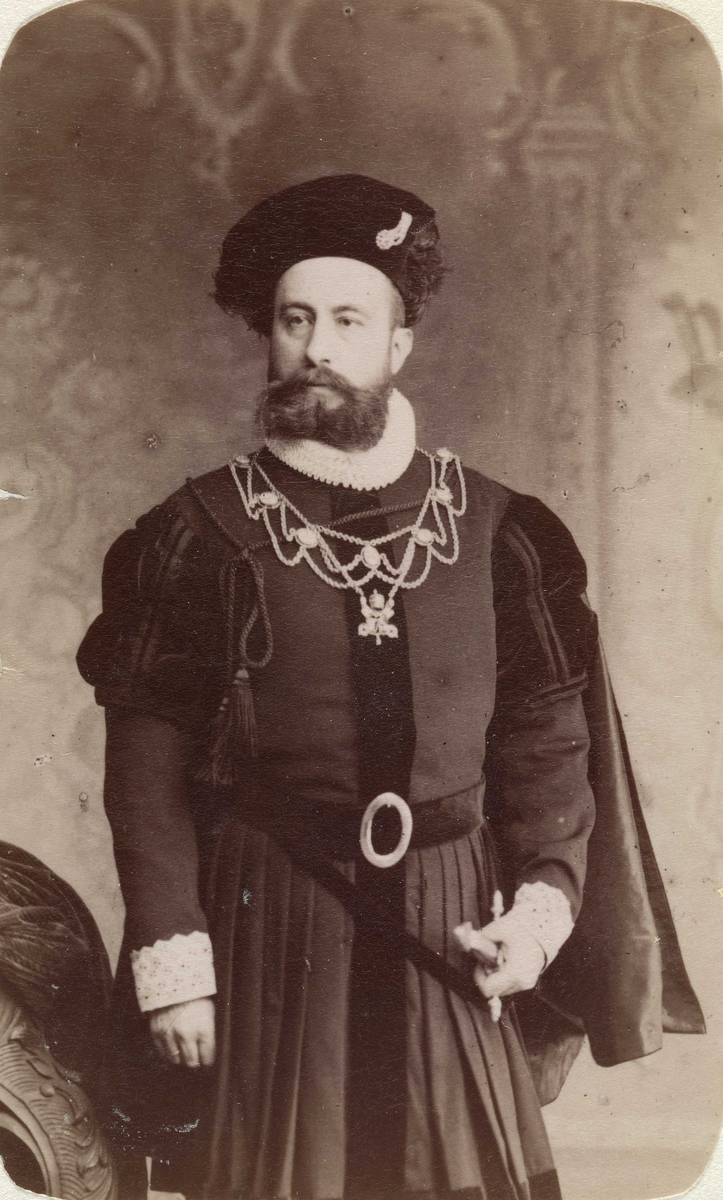
Wilhelm Wedel-Jarlsberg, Cameriere segreto d'onore laico

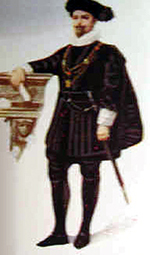
Cameriere segreto di spada e cappa

I camerieri segreti potevano essere di spada e cappa, cioè nobili laici, in numero di cinque con precise funzioni e assistenza da camerieri detti de numero e camerieri laici soprannumerari e camerieri d'onore.

I «Camerieri segreti di spada e cappa partecipanti» che svolgevano effettivo servizio nella Famiglia pontificia e partecipavano alle elargizioni degli emolumenti erano:
- il Gran Maestro del Sacro Ospizio;
- il foriere maggiore dei sacri palazzi apostolici;
- il cavallerizzo maggiore di Sua Santità;
- il latore della Rosa d'Oro, decorazione riservata ai sovrani;
- il soprintendente generale delle poste.

## Epoca contemporanea
Paolo VI riorganizzò nel 1968, con il motu proprio Pontificalis Domus, i servizi connessi alla persona del papa, per privilegiare i servizi effettivi a scapito di «quelli che non sono che nominali, decorativi ed esteriori». Egli soppresse i camerieri segreti partecipanti, i camerieri d'onore in abito paonazzo, i camerieri d'onore extra urbem ed i camerieri laici «di cappa e spada». Creò poi i «gentiluomini di Sua Santità», corpo che accoglie i laici. I camerieri segreti soprannumerari presero il nome di cappellani di Sua Santità.

## Araldica dei camerieri pontifici ecclesiastici
Sebbene la legislazione ecclesiastica si sia dimostrata, nei secoli, non del tutto esauriente in materia di araldica, laddove le costumanze araldiche dei prelati minori non fossero ancora ben regolamentate, la consuetudine ha prevalso. I Camerieri Segreti e d'Onore ecclesiastici hanno sovente elaborato stemmi propri, timbrati dal cappello prelatizio. Le insegne araldiche di Mons. Antonio Frassoni, Cameriere Segreto di Gregorio XV, e Mons. Vincenzo Santini, Cameriere d’Onore di Clemente XI, attestano che, già dal XVII secolo, per i Camerieri Segreti e d’Onore il cappello fosse nero con dodici fiocchi paonazzi, nell’ordine 1, 2, 3 per ciascun lato.